# Measurements of Pollution in the Troposphere

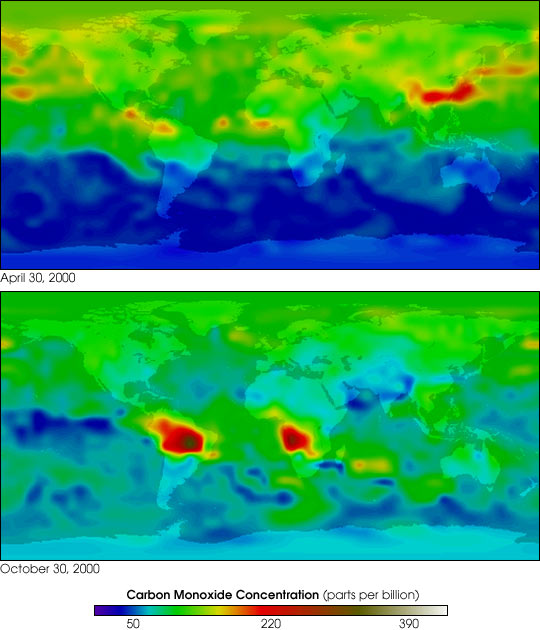
MOPITT mostra a concentração global de monóxido de carbono em 2000.

Measurements of Pollution in the Troposphere (MOPITT) é um dos cinco dispositivos de sensoriamento remoto a bordo do satélite Terra, lançado pela Nasa em 1999.
Foi projetado para monitorar mudanças nos padrões de poluição e seus efeitos na baixa atmosfera terrestre e como esta interage com a terra e a biosfera oceânica. O instrumento opera                continuamente, fornecendo dados científicos dia e noite de uma órbita.

## Instrumento
O MOPITT usa uma correlação com a espectroscopia para calcular a coluna total de observações e recortes de monóxido de carbono e de metano na baixa atmosfera.
MOPITT é um instrumento de sondagem de nadir (sequência vertical descendente) que mede a ressurgência de radiação infravermelha a 4,7 μm and 2,2 a 2,4 μm. Os dados do MOPITT serão utilizados para medir e modelar a concentração do monóxido de carbono e metano na troposfera. E também para gerar mapas globais da distribuição de monóxido de carbono e metano, e assim ampliar o conhecimento químico da troposfera.